# シフォン

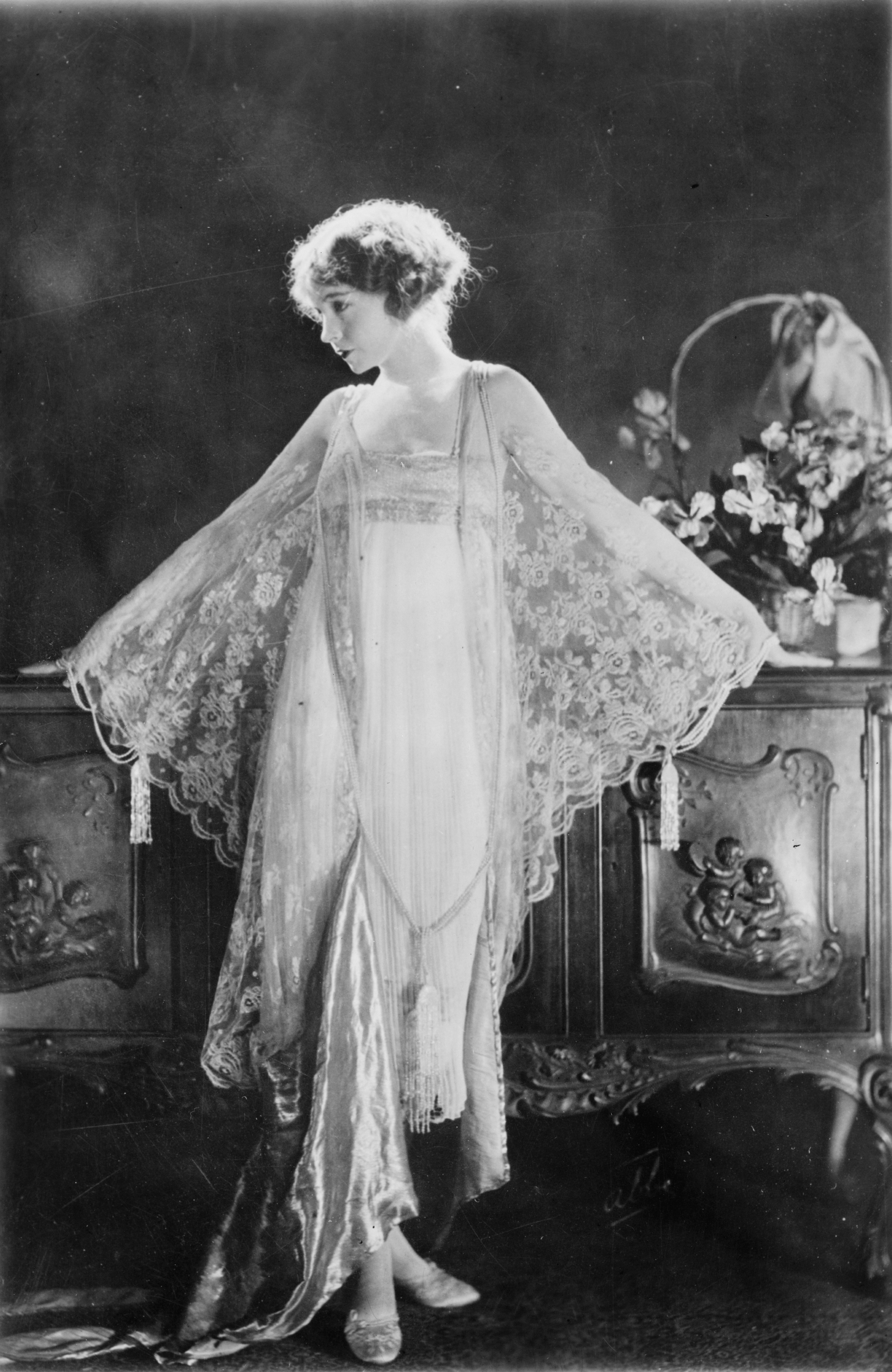
シフォンとレースのモーニングガウンをまとったリリアン・ギッシュ（1922年）

シフォン（フランス語: chiffon）は、織物の一種。フランス語の原義はぼろ布・雑巾であるが、服飾用語としては、薄く柔らかい織物、またはそれを使った衣類の装飾のことである。絹モスリンとも称される。
本来は、片糸撚りの生糸を荒い平織りにした絹織物である。広義のシフォンには、レーヨンやナイロンなどの化学繊維を使ったもの、メリヤスに編んだものなど、さまざまなものがある。
柔らかいものは婦人用のベール、肩掛け、夏用の衣類や帽子の装飾などに使われる。ややしっかりしたものは、ドレス、ブラウス、スカーフなどにも使われる。